# Verity, Denial and Remorse
Verity, Denial and Remorse è il settimo album del cantautore svedese Nomy pubblicato il 10 giugno 2012.

## Tracce
1. Finally Without You – 3:33
2. The Piano – 5:04
3. Close to Lose It All – 3:02
4. A Dream for the Weaker – 3:54
5. När stadens lampor brunnit ut – 4:33
6. You Call at Night – 3:08
7. Fields – 3:21
8. Take What You Can – 3:41
9. Gråt inga tårar – 4:04
10. Every Time You Fall – 3:01

Durata totale: 37:21